# Mövattnet
Mövattnet är en sjö i Laxå kommun i Västergötland och ingår i Motala ströms huvudavrinningsområde. Sjön har en area på 0,199 kvadratkilometer och ligger 170 meter över havet. Sjön avvattnas av vattendraget Edsån (Sågkvarnsbäcken).

## Delavrinningsområde
Mövattnet ingår i det delavrinningsområde (651522-143158) som SMHI kallar för Inloppet i Bosjön. Medelhöjden är 188 meter över havet och ytan är 15,43 kvadratkilometer. Det finns inga avrinningsområden uppströms utan avrinningsområdet är högsta punkten. Edsån (Sågkvarnsbäcken) som avvattnar avrinningsområdet har biflödesordning 2, vilket innebär att vattnet flödar genom totalt 2 vattendrag innan det når havet efter 205 kilometer. Avrinningsområdet består mestadels av skog (81 %). Avrinningsområdet har 1,2 kvadratkilometer vattenytor vilket ger det en sjöprocent på 7,7 %.